# ريتشي فالوز
ريتشي فالوز (بالإنجليزية: Richie Fallows)‏ هو لاعب إسكواش بريطاني، ولد في 17 يونيو 1995 في لندن في المملكة المتحدة.

## وصلات خارجية
- ريتشي فالوز على موقع الاتحاد الدولي لمحترفي الاسكواش (مؤرشف) (الإنجليزية)
- ريتشي فالوز على موقع SquashInfo.com (الإنجليزية)